# Klarens Irving Luis
Klarens Irving Luis (April 12, 1883 – Februar 3, 1964) bio je američki akademski filozof i pronalazač konceptualnog pragmatizma.Prvi zapažen logičar,koji je kasnije ušao u epistemologiju i tokom poslednjih 20 godina života napisao je mnogo o etici.New York Times zapamtio ga je kao “vodeći autoritet u simboličkoj logici I filozofskim konceptima znanja i vrednosti”.

## Biografija
Luis je rodjen u Stounhemu.Njegov otac bio je radnik u fabrici obuće i Luis je odrastao u relativno skromnim okolnostima.Otkrio je filozofiju u 13 godini kada je čitao o Sokratu,Anaksagorasu i Heraklitusu.Prvi filozofski rad koji je Luis studirao bila je kratka istorija grčke filozofije od Maršala.Imanuel Kant pokazao je veliki uticaj na Luisovo razmišljanje.U njegovom članku “Logika I Pragmatizam” Luis je napisao:”Ništa značajno se nije desilo dok nisam upoznao Kanta”.
1902.godine otišao je na Harvard.Pošto njegovi roditelji nisu mogli da mu pomognu finansijski morao je da radi kao konobar da bi zaradio za školarinu.1905.godine Harvard ga je nagradio posle 3 godine studiranja,tokom kojih je izdržavao sebe sa povremenim poslovima.Onda je učio engleski godinu dana u srednjoj školi u Kvinsiju,zatim dve godine na Koloradu univerzitetu.1906.godine oženio se sa Mabl Maksvel Grejvs.1908.godine Luis se vratio na Harvard i poceo doktorat za filozofiju koji je završio za manje od dve godine.Onda je učio filozofiju na univerzitetu u Kaliforniji od 1911-1920 posle čega se vratio ponovo na Harvard gde je učio do 1953 kada se penzionisao .1929.godine bio je izabran na Američkoj Akademiji Umetnosti i Nauka.

## Pragmatičan ali ne pozitivan
Ova oblast prati Dejton.1930-ih američka filozofija počela je da doživljava prekratnicu zbog dolaska logičkog empirizma,koji su doneli evropski filozofi koji su bežali od Nemaca nacista.ova nova doktrina izazvala je američke filozofe kao i Luisa.u svakom dogadjaju logički empirizam sa svojim naglaskom na naučnim modelima znanja i značaja logičke analize,uskoro se pojavio kao dominantna tendencija u američkoj filozofiji.Dok su mnogi videli Luis-a kao rođaka logičkih empirista njemu nikad nije bilo udobno u takvom društvu zato što je odbio da se razvede od iskustva koje je znao.Pozitivizam je odbacio vrednost kao nedostatak kognitivnog značaja,takođe odbijajući analizu iskustva u korist fizikalizma.Oba odbijanja je zažalio .Zaista njegova rastuća svest o pragmatičkoj tradiciji odvela ga je na protivničku stranu.Za Luisa to je samo u iskutvu da sve može da ima značaj za sve i iako je on došao da vidi vrednosti kao način predstavljanja značaja znanja za buduće ponašanje.ove presude odvele su ga do toga da razmisli o razlikama između pragmatizma i pozitivizma i o kognitivnoj strukturi vrednosti iskustva.

## Nasleđe
Luisov posao je bio relativno zanemaren u skorašnjim godinama iako je postavio svoje ideje u dužini.Njega možemo razumeti kao oba, kasni pragmatičar i rani analitički filozof,i imao je studente kalibra Brenda Blenserda ,Nelsona Gudmena i Rodrika Cizholma.Džoel Ajzak u svom doprinosu na Transactions of the C. S. Peirce Society veruje da je ova zanemarenost opravdana.Luisova reputacija je benificirala iz rastućeg interesa u istorijskim aspektima pragmatizma i američke filozofije uopšte.

## Lični život
Luisov život nije bio bez sudjenja.Njegova ćerka je umrla 1930.godine i on je imao srčani udar 1932.godine.Bilo kako bilo objave Luisa (1929) i Lewis i Langford(1932) svedočili su ovome kao visoko produktivnom periodu njegovog života.Njegov rad na Kantovoj prvoj kritici bio je medju najpoznatijim u osnovnim studijama u Americi dok se nije penzionisao 1953.godine.Luis je prihvatio da poseti profesore na Stanfordu od 1957-1958 gde je još jednom predstavio svoja predavanja po poslednji put.Prelazak u Menlo Park omogućio je njemu i njegovoj ženi da provedu njihove poslednje godine blizu njihovih unuka

## Literatura
- Dayton, Eric, 2006, "Clarence Irving Lewis" in the Internet Encyclopedia of Philosophy.
- Ivor Grattan-Guinness, 2000. The Search for Mathematical Roots 1870-1940. Princeton Univ. Press.
- Hughes, G. E., and M.J. Cresswell (1996) A New Introduction to Modal Logic. Routledge.  0-415-12599-5
- Livingston, Paisley. 2004. C. I. Lewis and the Outlines of Aesthetic Experience. British Journal of Aesthetics 44, 4: 378–92.
- Murphey, Murray G., 2005. C. I. Lewis: The Last Great Pragmatist. SUNY Press.
  - 2006, "Symposium on M. G. Murphey's C. I. Lewis: The Last Great Pragmatist," Transactions of the C. S. Peirce Society 42: 1-77. With contributions by S. F. Barker, John Corcoran, Eric Dayton, John Greco, Joel Isaac, Murphey, Richard S. Robin, and Naomi Zack.
- Schilpp, P. A., ed., 1968. The Philosophy of C. I. Lewis (The Library of Living Philosophers, vol. 13). Open Court. Includes an autobiographical essay.